# Malmgreniella glabra
Malmgreniella glabra är en ringmaskart som först beskrevs av Anders Johan Malmgren 1866.  I den svenska databasen Dyntaxa används istället namnet Harmothoe glabra. Enligt Catalogue of Life ingår Malmgreniella glabra i släktet Malmgreniella och familjen Polynoidae, men enligt Dyntaxa är tillhörigheten istället släktet Harmothoe och familjen Polynoidae. Arten är reproducerande i Sverige. Inga underarter finns listade i Catalogue of Life.